# Zacatelco
Zacatelco – miasto w Meksyku, w stanie Tlaxcala.